# Fairfield Beach (Ohio)
Fairfield Beach önkormányzat nélküli statisztikai település az USA Ohio államában, Fairfield megyében. Lakosainak száma 1267 fő (2020. április 1.).

## Népesség
A település népességének változása:
| Lakosok száma | 1163 | 1292 | 1267 |
|               | 2000 | 2010 | 2020 |